# West Anstey
West Anstey is een civil parish in het bestuurlijke gebied North Devon, in het Engelse graafschap Devon. In 2001 telde het dorp 160 inwoners.
De aan de heilige Petrock gewijde dorpskerk, waarvan de grootste delen uit de veertiende en vijftiende eeuw stammen, heeft een vermelding op de Britse monumentenlijst.